# Midila
Midila é um gênero de mariposa pertencente à família Crambidae.